# Alicia Bozon
Pour les articles homonymes, voir Bozon.
Alicia Bozon, née le 1er juin 1984 à Chambray-lès-Tours, est une nageuse française spécialiste des courses de nage libre.

## Biographie
Alicia Bozon, fille des nageurs Gilbert Bozon et Sylvie Le Noach, intègre à l'âge de 14 ans le collectif équipe de France de natation. Médaillée de bronze aux Championnats d'Europe de natation 2000 à Helsinki en relais 4×200 mètres nage libre, elle dispute les Jeux olympiques d'été de 2000 se déroulant à Sydney, où elle est finaliste du 4×200 mètres nage libre. Elle est championne de France du 200 mètres et du 400 mètres nage libre en 2001 à Chamalières et détient le record de France du 400 mètres nage libre entre 2001 et 2003. Alicia Bozon est finaliste du 400 mètres nage libre aux Championnats du monde de natation 2001 à Fukuoka.
Elle fait une pause de trois ans avant de reprendre la compétition aux Championnats de France de natation 2006 à Tours. En 2007, après des années passées aux Enfants de Neptune de Tours, elle rejoint les Dauphins du TOEC et glane une dernière médaille au niveau national avec le relais 4×200 mètres nage libre.